# Tam Tam (film, 1976)
Pour plus de détails, voir Fiche technique et Distribution.
Tam Tam est un film français réalisé par Adolfo Arrieta, sorti en 1976.

## Synopsis
A Saint-Germain des Prés, Cynthia, artiste et travesti, attendent la venue de leur invité de marque, Pedro, auteur d'un livre intitulé Tam Tam. En attendant on converse, on philosophe, on se séduit. Mais, comme Godot, Pedro n'arrive pas.

## Fiche technique
- Titre : Tam tam
- Réalisation : Adolfo Arrieta
- Scénario : Adolfo Arrieta
- Musique : Rudolf Nilsen
- Photographie : Bernard Auroux
- Son : Laurent Laclos, Armando-the-Mamma
- Montage : Alfonso Arrieta
- Production : Adolfo Arrieta
- Société de distribution : Pari Films
- Pays :  France
- Format : couleur, 16mm
- Durée : 66 minutes (note ; existe aussi en version 57' et 80')
- Date de sortie : 30 juin 1976

## Distribution
- Xavier Grandès
- Maud Molyneux
- Paquita Paquin
- Vicente Criado
- Marcia Moeto
- Jacquie Severo Sarduy